# Хосеп Антоні Алковер
Хосеп Антоні Алковер (ісп. Josep Antoni Alcover; нар. 1954, Каракас) — іспанський зоолог і палеонтолог, фахівець з вимерлих птахів і ссавців.
Науковий співробітник Середземноморського інституту перспективних досліджень в Еспорласі на острові Мальорка і дослідник у відділі ссавців Американського музею природної історії в Нью-Йорку. Його дослідження зосереджені на викопній фауні Балеарських і Канарських островів. Він також займався вивченням першої людської колонізації Балеарських островів. Він опублікував кілька статей про хребетних і викопних ссавців Балеарських островів і про Myotragus balearicus. Він став співавтором книги «Химери минулого. Викопні хребетні пліо-четвертинного періоду Балеарських і Пітіузьких островів» (1981). У 2012 році з колегами ідентифікував скам'янілості сови Otus mauli, яка була знищена в результаті португальської колонізації Мадейри. Також описав чотири вимерлих види перепілок, що існували в історичний період на Канарах і Мадейрі.

## Праці
- ALCOVER, Josep Antoni. Els mamifers de les Balears. Palma: Moll 1979.
- ALCOVER, Josep Antoni; MOYA SOLÀ, Salvador I PONS MOYÀ, Joan. Les Quimeres del Passat: els fòssils del Plio-quaternari de les Balears i Pitiüses. Palma, 1981.
- ALCOVER, Josep Antoni i MUNTANER, Jordi. Els quiròpters de les Balears i Pitiüses: una revisió. «Endins» 12 (1986) 51-63.
- ALCOVER, Josep Antoni; RAMIS, Damià; COLL, Jaume; TRIAS, Miquel. Bases per al coneixement del contacte entre els primers colonitzadors humans i la naturalesa de les Balears. «Endins» 24 (2001) 5-57.
- RAMIS, Damià; ALCOVER, Josep Antoni; COLL, Jaume; TRIAS, Miquel. The Chronology of the Firs Settlement of the Balearic Islands. «Journal of Mediterranean Archaeology» 15 (2002) 3-24.
- ALCOVER, Josep Antoni. Disentangling the Balearic first settlement issues. «Endins» 26 (2004)1-14.
- ALCOVER, Josep Antoni. Agulles d'ós, domesticació de Myotragus balearicus, la cova de Moleta Petita, datacions neolítiques i calcolítiques, productes d'ivori d'elefant i estratigrafia de la balma de Son Matge: problemes d'higiene documental i cronològica als dipòsits càrstics de Mallorca. «Endins» 27 (2005) 211—224.
- ALCOVER, Josep Antoni; TRIAS, Miquel; ROVIRA, Salvador. Noves balmes metal·lúrgiques a les muntanyes d'Escorca i de Pollença. «Endins» 31 (2007)161- 178.